# Slievenamon
Slievenamon är ett berg i republiken Irland.   Det ligger i provinsen Munster, i den centrala delen av landet, 130 km sydväst om huvudstaden Dublin. Toppen på Slievenamon är 721 meter över havet.
Terrängen runt Slievenamon är varierad. Runt Slievenamon är det glesbefolkat, med 18 invånare per kvadratkilometer. Närmaste större samhälle är Cluain Meala, 12,6 km sydväst om Slievenamon. Trakten runt Slievenamon består i huvudsak av gräsmarker.